# Lỗ phun lạnh
Lỗ phun lạnh là một khu vực của đáy đại dương nơi hydro sulfide, mêtan và chất lỏng giàu hydrocarbon khác rò rỉ lên, thường dưới hình thức của một vũng nước muối. "Lạnh" không có nghĩa là nhiệt độ thấp hơn nhiệt độ nước xung quanh. Ngược lại, nhiệt độ của nó thường là cao hơn một chút. Lỗ phun lạnh tạo thành một quần xã sinh vật hỗ trợ một số loài đặc hữu. Các lỗ phun lạnh phát triển địa hình độc đáo theo thời gian, nơi mà phản ứng giữa khí mêtan và nước biển tạo thành đá cacbonat và rạn san hô. Những phản ứng này cũng có thể phụ thuộc vào hoạt động của vi khuẩn.